# Searsia discolor
Searsia discolor är en sumakväxtart som först beskrevs av Ernst Meyer och Otto Wilhelm Sonder, och fick sitt nu gällande namn av Moffett. Searsia discolor ingår i släktet Searsia och familjen sumakväxter. Inga underarter finns listade i Catalogue of Life.